# Pinnisbach
De Pinnisbach is een rechter zijrivier van de Ruetz in de Oostenrijkse deelstaat Tirol. Het is een van de grotere toevoerstromen van de Ruetz.
De Pinnisbach ontspringt in de buurt van de Issenangeralm en heeft een lengte van ongeveer 3,5 kilometer. Bij de Ruetzbrücke in de kern Neder van de gemeente Neustift im Stubaital voegt het water van de Pinnisbach zich bij dat van de Ruetz. 